# 고금남초등학교
고금남초등학교는 대한민국 전라남도 완도군 고금면 회룡길 21에 있었던 초등학교이다.

## 연혁
- 일자미상 고금남국민학교 설립 인가
- 1960년 4월 1일 고금남국민학교 개교
- 1967년 4월 1일 도서벽지학교 '병'급 지정
- 1986년 1월 1일 도서벽지학교 '다'급 조정
- 1996년 3월 1일 고금남초등학교 개편
- 1999년 9월 1일 폐교 및 고금초등학교 통폐합